# Dipelicus deiphobus
Dipelicus deiphobus är en skalbaggsart som beskrevs av Sharp 1873. Dipelicus deiphobus ingår i släktet Dipelicus och familjen Dynastidae.

## Underarter
Arten delas in i följande underarter:
- D. d. robustus
- D. d. loi